# Coco Island Airport
Coco Island Airport är en flygplats i Myanmar.   Den ligger i regionen Yangonregionen, i den södra delen av landet, 700 km söder om huvudstaden Naypyidaw. Coco Island Airport ligger 46 meter över havet.
Terrängen runt Coco Island Airport är platt.  Det finns inga samhällen i närheten. 